# Sami skolt
El Sami skolt (sääʹmǩiõll) és una llengua dins del grup de llengües sami que és parlada per unes 400 persones a Finlàndia, especialment a Sevettijärvi, i uns 20–30 parlants del dialecte Njuõʹttjäuʹrr (Notozero) en una zona envoltant el llac rus de Lovozero. S'escriu utilitzant l'alfabet llatí amb una ortografia feta oficial des de l'any 1973.
Abans de la Segona Guerra Mundial aquest idioma tenia uns milers de parlants a la zona de Petsamo però després de la guerra aquesta zona va passar a Rússia i els parlants es van reubicar a la zona finlandesa d'Inari. Aquesta llengua només tenia un ús oral fins a la dècada de 1970 quan va passar a ser escrita segons el dialecte de Suonikylä cosa que va provocar malestar en els parlants d'altres dialectes.
El 1993, es van fer programes d'immersió lingüística per a infants menors de 7 anys.
La població que parla aquesta llengua està molt envellida i els joves generalment no saben parlar-la cosa que, unida al migrat nombre de parlants, segurament en produirà l'extinció en pocs anys.

## Exemples
- Sij mõʹnne niõđtää põʹrtte.: Van entrar a la casa sense la noia.
- Kåʹlled pueʹrab : millor que l'or